# Heinrich Ehmsen
Heinrich Ehmsen (* 1886 à Kiel - † 1964 à Berlin-Est) est un peintre allemand.

## Biographie
Heinrich Ehmsen vient d'un milieu pauvre d'artisan et a débuté la peinture à l'âge de quinze ans. Après des voyages à Munich puis Paris, il découvre l'art nouveau puis noue des contacts avec le groupe du Blaue Reiter. Les thèmes dominants de sa peinture sont les marginaux de la société (aliénés...), la révolution et la guerre. Il a fait de nombreux séjour en Union des républiques socialistes soviétiques.